# Philippe Sandler
Pour les articles homonymes, voir Sandler.
Philippe Sandler, né le 10 février 1997 à Amsterdam (Pays-Bas), est un footballeur néerlandais évoluant au poste de défenseur central au Feyenoord Rotterdam.

## Biographie

### En club
Au niveau junior, Sandler évolue pour l'Amsterdamsche Football Club. Il fait ensuite un passage à l'académie de l'Ajax Amsterdam jusqu'à l'été 2016. Libre de tout contrat, il signe pour 3 ans avec le PEC Zwolle en juin 2016. Il fait ses débuts professionnels le 13 août suivant face au Sparta Rotterdam.
Avec l'équipe du PEC Zwolle, il joue 30 matchs en première division néerlandaise.
En janvier 2018, il signe un contrat de quatre ans et demi en faveur du club anglais de Manchester City, contrat entrant en vigueur au 1er juillet 2018. Le montant du transfert se situe entre 2,5 et 3 millions d'euros. Barré par la forte concurrence du futur champion d'Angleterre, Sandler ne joue que 23 minutes en FA Cup et 90 autres en League Cup lors de sa première année avec les Citizens.

### En équipe nationale
Il joue quatre matchs avec l'équipe des Pays-Bas des moins de 20 ans lors de l'année 2017.

## Statistiques
| Saison                | Club                  | Championnat           | Championnat | Championnat | Coupe nationale | Coupe nationale | Coupe de la Ligue | Coupe de la Ligue | Compétition(s) continentale(s) | Compétition(s) continentale(s) | Compétition(s) continentale(s) | Pays-Bas | Pays-Bas | Total | Total |
| Saison                | Club                  | Division              | M.          | B.          | M.              | B.              | M.                | B.                | Comp.                          | M.                             | B.                             | M.       | B.       | M.    | B.    |
| 2016-2017             | PEC Zwolle            | Eredivisie            | 7           | 0           | -               | -               | -                 | -                 | -                              | -                              | -                              | -        | -        | 7     | 0     |
| 2017-2018             | PEC Zwolle            | Eredivisie            | 23          | 0           | 3               | 1               | -                 | -                 | -                              | -                              | -                              | -        | -        | 26    | 1     |
| Sous-total            | Sous-total            | Sous-total            | 30          | 0           | 3               | 1               | 0                 | 0                 | -                              | 0                              | 0                              | 0        | 0        | 33    | 1     |
| 2018-2019             | Manchester City       | Premier League        | -           | -           | 1               | 0               | 1                 | 0                 | C1                             | -                              | -                              | -        | -        | 2     | 0     |
| Sous-total            | Sous-total            | Sous-total            | 0           | 0           | 1               | 0               | 1                 | 0                 | -                              | 0                              | 0                              | 0        | 0        | 2     | 0     |
| 2019-2020             | RSC Anderlecht (prêt) | Jupiler Pro League    | 9           | 0           | 2               | 0               | -                 | -                 | -                              | -                              | -                              | -        | -        | 11    | 0     |
| Sous-total            | Sous-total            | Sous-total            | 9           | 0           | 2               | 0               | 0                 | 0                 | -                              | 0                              | 0                              | 0        | 0        | 11    | 0     |
| Total sur la carrière | Total sur la carrière | Total sur la carrière | 39          | 0           | 6               | 1               | 1                 | 0                 | -                              | 0                              | 0                              | 0        | 0        | 46    | 1     |

## Palmarès

### En club
- Championnat d'Angleterre en 2019 et 2021 avec Manchester City
- Vainqueur de la Coupe de la Ligue anglaise en 2019, 2020 et 2021 avec Manchester City
- Vainqueur de la Coupe d'Angleterre de football en 2019